# يوتاكا كانيكو (مصارع رياضي)
يوتاكا كانيكو (باليابانية: 兼子隆) هو مصارع رياضي ياباني، ولد في 21 أبريل 1933.

## وصلات خارجية
- يوتاكا كانيكو على موقع قاعدة بيانات المصارعة الدولية (الإنجليزية)
- يوتاكا كانيكو على موقع أوليمبيديا (الإنجليزية)